# Hailu Negussie
Hailu Negussie (16 april 1978) is een Ethiopische langeafstandsloper, die is gespecialiseerd in de marathon. Zijn persoonlijk record is op de marathon is 2:08.16. Hij nam eenmaal deel aan de Olympische Spelen, maar won bij die gelegenheid geen medaille.

## Biografie
Zijn eerste succes boekte Negussie in 2002 door de marathon van Hofu te winnen in een persoonlijk record van 2:08.46. Later dat jaar werd hij tweede op de marathon van Hamburg en het jaar erop won hij de marathon van Xiamen in 2:09.37.
In 2004 kwalificeerde Negussie zich voor marathon op de Olympische Spelen van Athene, maar moest in deze wedstrijd voor de finish opgeven. Negussie won de Boston Marathon van 2005 in 2:11.45 en werd hiermee de eerste Ethiopiër die dit presteerde na Abebe Mekonnen in 1989.
In 2006 probeerde Negussie op de Boston Marathon zijn titel te verdedigen, maar werd halverwege uit de wedstrijd gezet. De Keniaan Robert Kipkoech Cheruiyot won en brak het parcoursrecord.

## Persoonlijk record
| Onderdeel | Prestatie | Datum            | Plaats |
| --------- | --------- | ---------------- | ------ |
| marathon  | 2:08.16   | 15 december 2002 | Hofu   |

## Palmares

### marathon
- 2000:  marathon van Shanghai - 2:18.17
- 2001:  marathon van Hofu - 2:10.32
- 2002:  marathon van Hofu - 2:08.16
- 2002:  marathon van Hamburg - 2:10.24
- 2002: 15e marathon van Berlijn - 2:12.27
- 2003:  marathon van Xiamen - 2:09.03
- 2003: 5e marathon van Fukuoka - 2:08.21
- 2004: 5e Boston Marathon - 2:17.30
- 2004: 7e marathon van Fukuoka - 2:16.12
- 2004: DNF OS
- 2005:  Boston Marathon - 2:11.45
- 2005: 31e WK - 2:20.25
- 2006: 8e New York City Marathon - 2:12.12
- 2008: 10e marathon van Honolulu - 2:30.32